# Kotlina Koszycka
Kotlina Koszycka (516.4; słow. Košická kotlina) – wielka kotlina śródgórska w Wewnętrznych Karpatach Zachodnich we wschodniej Słowacji.
Kotlina Koszycka jest pochodzenia tektonicznego. Ma kształt litery C odwróconej wybrzuszeniem na wschód (w prawo). Północną część Kotliny stanowi Pogórze Szaryskie, sięgające 500 m n.p.m. Dno zasadniczej, środkowej części Kotliny leży na wysokości 160–200 m n.p.m. Południowo-zachodnie zakończenie Kotliny stanowi dolina Bodvy. Środkowa i południowa część Kotliny to szerokie terasy zalewowe Torysy, Hornadu i Bodvy.
Od północy zamyka Kotlinę Koszycką fliszowe pasmo Gór Czerchowskich. Od zachodu Kotlina sąsiaduje z górami Branisko i Bachureń, z Rudawami Spiskimi, które otacza łukiem, i z Krasem Słowacko-Węgierskim. Na wschodzie pasmo Gór Tokajsko-Slańskich oddziela Kotlinę Koszycką od Niziny Wschodniosłowackiej. Od południa Kotlina Koszycka przechodzi w niskie wzgórza Cserehát.
Cserhát nie stanowi bariery dla mas powietrza napływających znad Kotliny Panońskiej, które nadają Kotlinie panoński klimat. Dzięki temu w Kotlinie rozwija się intensywne rolnictwo z uprawą kukurydzy, pszenicy i jęczmienia oraz sadownictwo. Kotlina Koszycka jest gęsto zaludniona. W jej północnej części największym ośrodkiem miejskim jest Preszów, a w południowej – Koszyce. Dnem Kotliny, wzdłuż Hornadu i Torysy, biegnie szlak komunikacyjny – linia kolejowa z Nowego Sącza do Miszkolca, z którą łączą się równoleżnikowe linie kolejowe ze wschodu i zachodu, oraz odcinek autostrady D1 z Preszowa Do Koszyc.